# Malaba (Kenia)
Malaba – miasto w Kenii, w hrabstwie Busia, na granicy z Ugandą. W 2019 liczyło 15,6 tys. mieszkańców.